# ベネラ13号
ベネラ13号 （ロシア語: Венера-13）はソビエト連邦が1981年に打上げた金星探査機である。
ベネラ13・14号は1981年の金星打上げ機会を活用するために製造された同型宇宙機であり、ベネラ13号が同年10月30日6時4分（UTC）、ベネラ14号は5日後の翌11月4日5時31分（UTC）に打上げられ、両方共に軌道上での重量は760 kgであった。

## 設計
この計画は周回段と着陸機より構成されていた。

### 周回段
周回段は着陸機からのデータリレーを行う衛星バスとして金星周辺を飛んだ後、太陽周回軌道を回った。
ガンマ線分光器・紫外線回折格子分光器・陽子分光器・ガンマ線バースト検出器・太陽風プラズマ検出器・2台の周波数トランスミッタなどが装備されており、金星への運用中と金星フライバイ後に使われた。

### 着陸機
降下着陸機のうち、ほとんどの計器と電子装置類は密閉された圧力容器に入っており、これがリング状の着陸プラットフォームに乗っており、上部にアンテナがあった。この設計はベネラ9 - 12号まで類似した形態となっている。化学・同位体測定、太陽光散乱スペクトルモニター、金星大気降下中に電気放電記録機械などの装置類が積まれており、カメラシステム・X線蛍光分光器・ドリル・表面土壌標本調査機、動的貫入試験機、表面調査用の地震計なども積まれていた。
装置類は以下のようであった。
- 加速度計、衝突解析装置：Bison-M
- 温度計・気圧計：ITD
- 分光計 / 指向性光度計：IOAV-2
- 紫外線光度計
- 質量分析器：MKh-6411
- 硬度計（英語版） / 土壌抵抗計- PrOP-V
- 化学的酸化還元指示器：Kontrast
- 遠隔カラーカメラ ×2：TFZL-077
- ガスクロマトグラフィー：Sigma-2
- 無線 / 地震計：Groza-2
- 比濁計 - MNV-78-2
- 液体比重計：VM-3R
- X線蛍光分光器（エアロゾル）：BDRA-1V
- X線蛍光分光器（土壌）：Arakhis-2
- 土壌掘削装置：GZU VB-02
- 安定化振動子 / ドップラーラジオ
- 小型太陽光発電パネル：MSB

## 着陸
ベネラ13号は10月30日にプロトンで打上げられた。4ヵ月の巡航の後に金星に到着し、1982年3月1日に巡航機より着陸機が分離され、金星大気へ突入した。大気圏に突入後パラシュートが開かれ、50 kmの高度でパラシュートが分離され、それ以降の着陸まではシンプルなエアブレーキが使われた。
ベネラ13号は金星座標南緯7.5度、東経303度のベネラ14号からは北西の位置に着陸した。東の延長線上にある標高が高い地域はフェーベ区域として知られている
着陸機には地面の写真を撮るためのカメラと土壌圧縮率を測定するばね懸架式アームが取付けられていた。石英で出来たカメラ窓はレンズキャップで覆われており、降下後に外された。
この領域は暗くきめの細かい土に囲まれた岩盤露出表面よりなっていた。 着陸後、パノラマ画像が撮影され、アームが表土へ到着し、土壌試料を入手、これは30度、0.05大気圧（5 kPa）に保たれた密閉容器に置かれた。試料の組成はX線蛍光分光器で測定され、弱く分化した優黒質のアルカリ性斑れい岩とされた。
着陸機は457 ℃、 89地球気圧（9.0 MPa）の金星表面の苛酷な環境で、当初設計では32分間程度しか持たないはずであったが、深海探査艇をモデルに設計された頑丈な作りもあり、127分間の間生存した。着陸機はデータを金星近傍を漂う周回機へ送り、地球へとデータが送られた。

## 生命の証拠?
ロシア科学アカデミー研究所のレオニード・クサンフォマリチは雑誌Solar System Research で、ベネラの画像より金星に生命の可能性があると発表した。クサンフォマリチによると、発見した物体は暗いもので「円盤」から「黒い細切れ」、「さそり」のように形を変え、「出現し、変動し消えた」とされ、それらを示す数枚の画像の変化した場所と地面の形跡を示した。
この主張はSolar System Research の後の号で誤りであるとされた。ベネラ着陸機より地球へ送られた映像は種の別々の電波系で送られており、一方ではエンコードされたパルス時間変調方式が利用されており、この結果画像がこのようになっており、デコードされていない場合、明るいパターンの斑で覆われていた。

## 註
1. ↑  Dr Karl - Murphy's Law, Part two
2. ↑  Images available at www.donaldedavis.com/2003NEW/NEWSTUFF/DDVENUS.html
3. ↑  “ロシアの学者 金星で生命体発見!?”.   The Voice of Russia (2011年1月24日). 2012年12月11日閲覧。
4. ↑  Solar System Research, 2012, 46（1）
5. ↑  “Russian Researcher Suggests Venera-13 Imaged Life on Venus | Space Exploration”.   Sci-News.com (1982年3月1日). 2012年8月12日閲覧。
6. ↑  Space. “Russian scientist claims 1982 pictures shows 'life on Venus'”.   Telegraph. 2012年8月12日閲覧。
7. ↑  “Scientists Move on from Mars, Say Venus Shows Signs of Life - International Business Times”.   Ibtimes.com (2012年1月23日). 2012年8月12日閲覧。
8. ↑  Anomalies in Video Transmissions from Venera-13 Are Probably Not Life Forms, Solar System Research, 2012, 46（5）